# テムル・ブカ (高昌王)
テムル・ブカ（Temür buqa、生没年不詳）は、14世紀中に活躍した大元ウルスの準王族（キュレゲン）。本来は天山ウイグル王国の君主（イディクート）であるが、祖父・父の時代にカイドゥの侵攻によって本領（ウイグリスタン）を失ってしまったため、大元ウルスにおいて準王族として活動した。

## 概要
テムル・ブカはモンゴル帝国に臣従した天山ウイグルの君主バルチュク・アルト・テギンの末裔にあたるが、天山ウイグル王国は父のネウリン・テギンの治世にカイドゥの侵攻によって失われ、王家は永昌路に移住していた。テムル・ブカはネウリン・テギンと第2代皇帝オゴデイの孫娘のバブシャとの間に生まれ、テムル・ブカ自身はコデン（オゴデイの息子の一人）の孫娘のドルジスマンを娶った。クルク・カアン（武宗カイシャン）の治世にテムル・ブカは父とともにカアンに謁見し、その親衛隊（ケシクテイ）に入った。父が永昌路で亡くなったとの報が届くと、叔父のキプチャクダイに高昌王位を譲ろうとしたが、キプチャクダイがこれを固持したため、テムル・ブカが高昌王位を継ぐことになった。
ゲゲーン・カアン（英宗シデバラ）の治世には永昌路の属する甘粛行省の諸軍を統べていたが、イェスン・テムル・カアン（泰定帝）の治世には威順王コンチェク・ブカらとともに襄陽での駐屯を命じられ、同時に湖広行省の平章政事に任じられた。天暦の内乱を経てジャヤガトゥ・カアン（トク・テムル）が即位すると今度は中央に召還され、以後中央でジャヤガトゥ・カアンの治世を補佐した。その後、ウカアト・カアン（順帝トゴン・テムル）の治世まで健在であったが、時の権力者バヤンの起こした疑獄事件によってモンケ王家のチェチェクトゥとともに罪なくして殺されてしまった。
テムル・ブカの死後は、その弟のセンキ・テギンが跡を継いで高昌王となった。

## 子孫
『元史』にはテムル・ブカの息子について何も記されていないが、宋濂の「故懐遠将軍同知指揮使事和賞公墳記」などによるとテムル・ブカにはブダシリ（不答失里/Budaširi）という息子がおり、時期は不明であるが高昌王位を継いだという。ブダシリは、先祖同様にチンギス・カンの一族のアカ・エセン・クト公主（阿哈也先忽都/Aqa esen qutu）を娶っている。
また、ブダシリの息子と見られる「高昌王和尚」なる人物が、1370年（洪武3年）に明朝に投降したことが『明実録』に記録されている。時期から見て、この「高昌王和尚」こそが最後の高昌王だったとみられる。

## 天山ウイグル王家
- ヨスン・テムル（Üsen temür ＞月仙帖木児/yuèxiān tièmùér）
  - バルチュク・アルト・テギン（Barǰuq art tigin ＞巴而朮阿而忒的斤/bāérzhú āértè dejīn,بارجق/bārjūq）
    - キシュマイン（Kišmain ＞کیشماین/kīshmāīn）
    - サランディ・テギン（Salandi tigin ＞سالندی/sālandī）
    - オグルンチ・テギン（Ögrünč tigin ＞玉古倫赤的斤/yùgǔlúnchì dejīn,اوکنج/ūknchī）
      - マムラク・テギン（Mamuraq tigin ＞馬木剌的斤/mǎmùlà dejīn）
        - コチカル・テギン（Qočqar tigin ＞火赤哈児的斤/huǒchìhāér dejīn）
          - ネウリン・テギン（Neülin tigin ＞紐林的斤/niǔlín dejīn）
            - テムル・ブカ（Temür buqa ＞帖木児不花/tièmùér bùhuā）
              - ブダシリ（Budaširi ＞不答失里/bùdáshīlǐ）
                - コシャン（Qošang ＞和賞/héshǎng）

            - センキ・テギン（Sengki tigin ＞籛吉/jiānjí）
            - タイピヌ・テギン（Taypinu tigin ＞太平奴/tàipíngnú）
            - ？オルク・テムル（Ürük temür ＞月魯帖木児/yuèlǔ tièmùér）
              - サンガ（Sangga ＞桑哥/sānggē）

          - キプチャクタイ（Qipčaqtai ＞欽察台/qīnchátái）
          - イル・イグミシュ・ベキ（Il yïγmïš begi ＞也立亦黒迷失別吉/yělì yìhēimíshī biéjí）
          - ソソク・テギン（Sösök tigin ＞雪雪的斤/xuěxuě dejīn）
            - ドルジ・テギン（Dorǰi tigin ＞朶児的斤/duǒér dejīn）
              - バヤン・ブカ・テギン（Bayan buqa tigin ＞伯顔不花的斤/bǎiyán bùhuā dejīn）